# オンタリオ (給炭艦)
オンタリオ（USS Ontario, Fleet Collier No. 2）はアメリカ海軍の給炭艦。後に工作艦に改装され、「プロメテウス」（USS Prometheus, AR-3）と改名された。

## 艦歴
「オンタリオ」は1907年10月18日にカリフォルニア州ヴァレーホのメア・アイランド海軍工廠で起工、1908年12月5日に進水し1910年1月15日に給炭艦として就役した。就役後の「オンタリオ」は民間人乗員の下で運用された。

### 工作艦へ

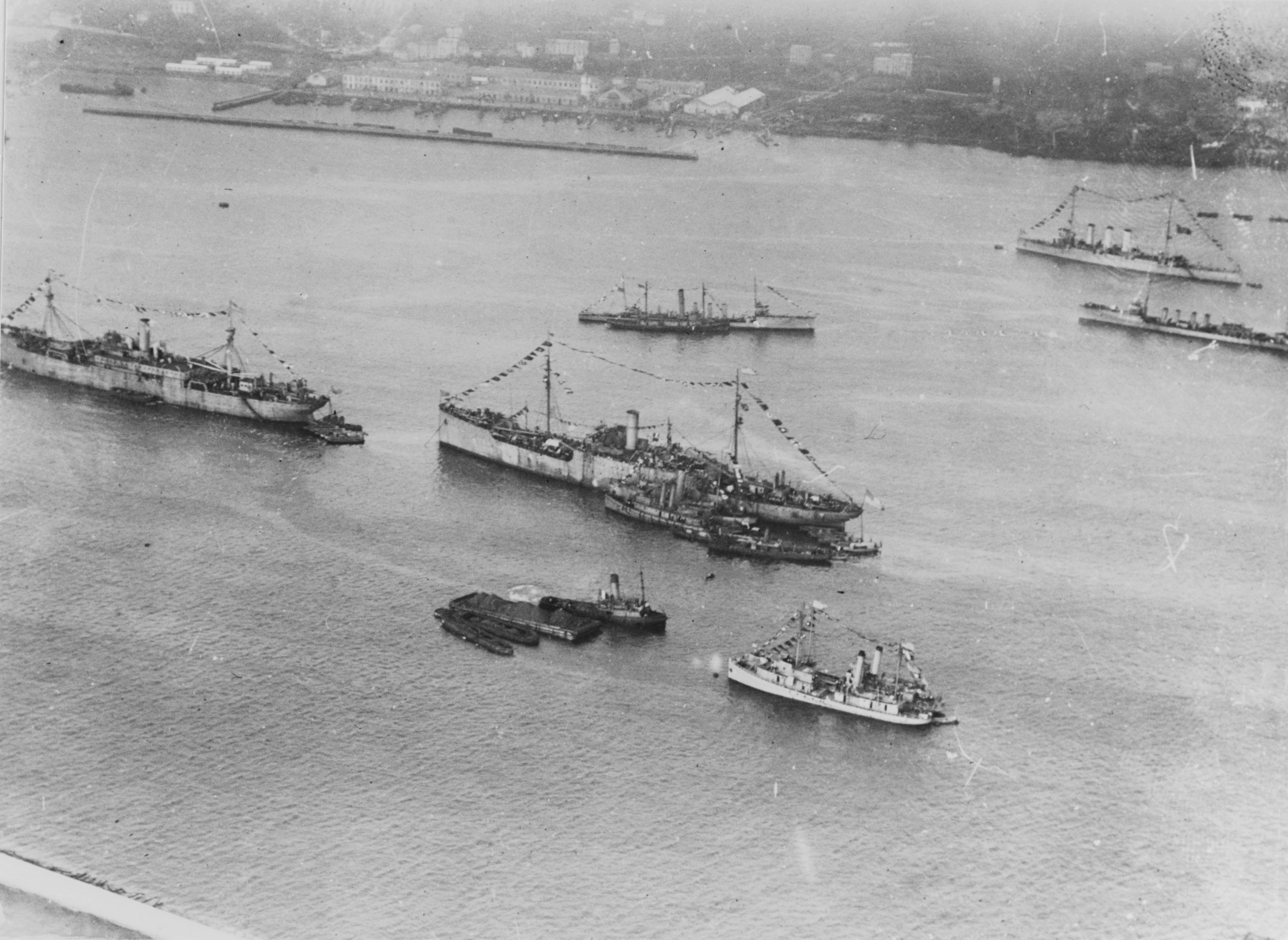
ブレストで活動中のプロメテウス。

「オンタリオ」は1913年4月7日に退役し、工作艦への改装が実施された。改装完了後の1914年12月23日に、ギリシャ神話に登場する男神プロメーテウスにちなみ「プロメテウス」（USS Prometheus, AR-3）と改名のうえで再就役した。1915年にアラスカ準州周辺を巡航した後で「プロメテウス」は大西洋艦隊の任務に充てられた。「プロメテウス」は1916年5月16日にバージニア州ノーフォークを出港してバミューダ諸島へ向かい、1918年1月29日まで同地に留まった。バミューダ諸島滞在中に「プロメテウス」は修理任務のためフランスのブレストで海軍部隊に加わるよう命じられ、ニューヨークへ出航する1919年1月16日まで活躍している。ニューヨーク到着後は第1戦艦部隊（Battleship Force 1）に所属し、国外との兵員輸送に従事する艦船の営繕業務を行った。「プロメテウス」は1920年7月17日にAR-3の艦番号が付与された。
「プロメテウス」はキューバで機関故障を起こした前弩級戦艦「コネチカット」（USS Connecticut, BB-18）を曳航するように命じられ1920年9月1日にニューヨークを出港、その後「コネチカット」をキューバからフィラデルフィアへ曳航した。この任務における「プロメテウス」の活動は大西洋艦隊司令長官からの称賛を受けた。「プロメテウス」はさらに大西洋艦隊と共に1921年と1923年にもキューバへ航海している。
1923年初めに「プロメテウス」は西海岸へ移され、同年4月17日にカリフォルニア州サンペドロへ到着する。北はワシントン州に至る太平洋沿岸で活動した後、「プロメテウス」は1924年10月4日にブレマートンで退役した。

### 第二次世界大戦

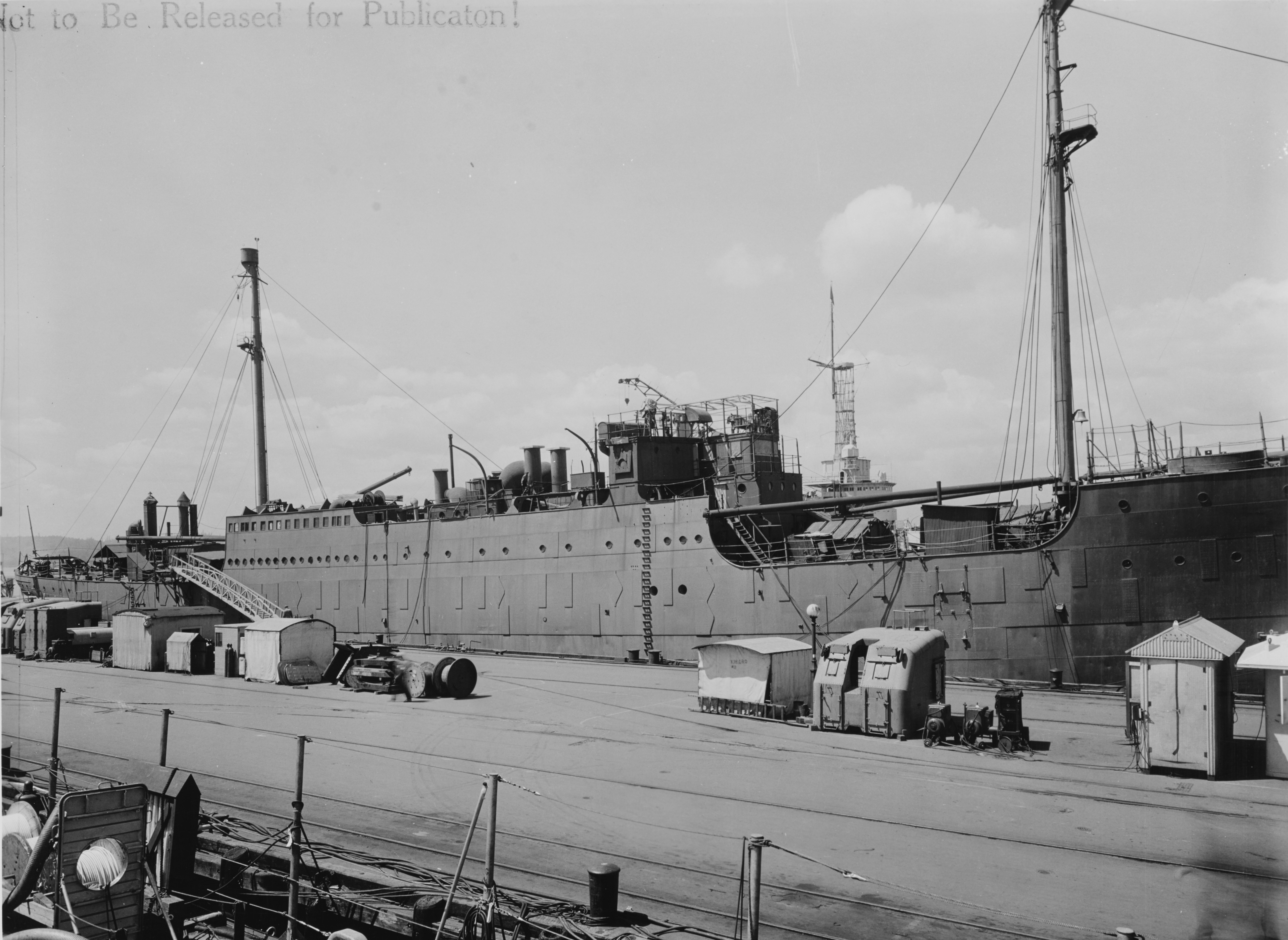
退役後、保管状態にあるプロメテウス。1941年6月3日撮影。

長きにわたって保管されていた「プロメテウス」は、第二次世界大戦勃発後の1942年5月15日にピュージェット・サウンド海軍工廠で再就役した。慣熟訓練後、「プロメテウス」は8月9日にハワイの真珠湾へ向けてカリフォルニア州サンフランシスコを出航、真珠湾からは大型修理浮きドック「ARD-2」（USS ARD-2）を曳航してニューカレドニアのヌメアへ向かった。そこでプロメテウスは、大は戦艦「サウスダコタ」（USS South Dakota, BB-57）や軽巡洋艦「ヘレナ」（USS Helena, CL-50）から小は上陸用舟艇に至るまで日本に対する飛び石作戦に関わる艦艇を整備した。休息のためにつかの間オーストラリアのシドニーへ向かう時を除き、多忙な整備作業が続けられた。
戦線が西へ移動するのに従って1944年春に「プロメテウス」はサンフランシスコからツラギ島へ移動し、そこでの1ヶ月間の滞在で護衛空母の修理に主要な役割を果たした。続いてフロリダ諸島、さらに9月にはマヌス島へ移動する。9月25日にコッソル水道へ向かうように命じられたが、パラオ諸島で「プロメテウス」は日本海軍の特殊潜航艇からの攻撃を受け、初の交戦を経験した。「プロメテウス」は3インチ砲で反撃し特殊潜航艇を撃沈した。「プロメテウス」の乗員に被害はなかった。

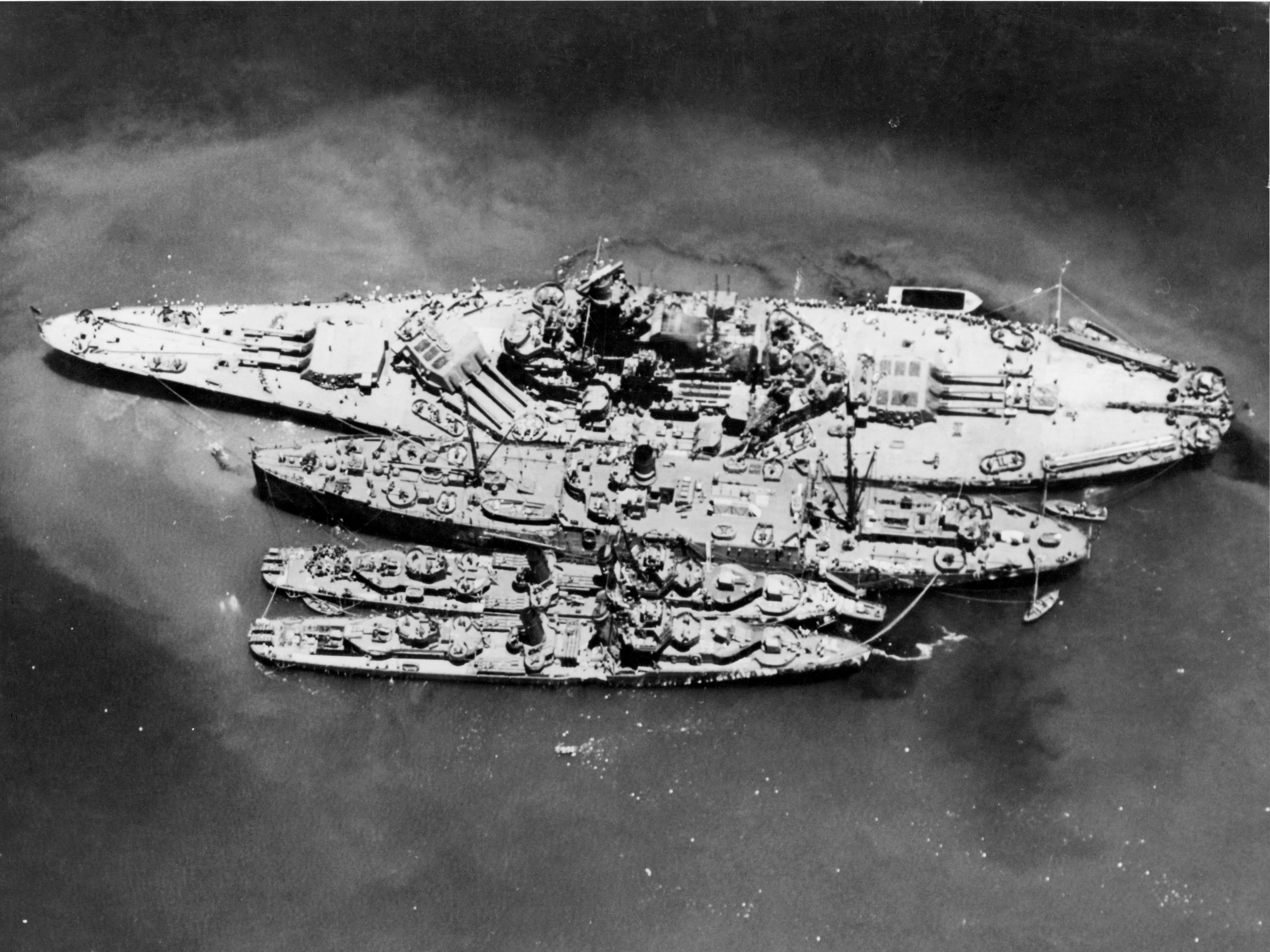
戦艦「サウスダコタ」（USS South Dakota, BB-57）および駆逐艦2隻と並ぶ「プロメテウス」。1942年11月撮影。

1945年1月21日にコッソル水道を出航した「プロメテウス」は、硫黄島の戦いや沖縄への航空攻撃に従事する艦艇を支援するためにウルシー環礁へ移る。そして2月19日には沖縄の戦いに参加する艦艇支援のため、レイテ島サンペドロ湾へ移動した。「プロメテウス」にとって水陸両用戦部隊の艦艇に対する支援が主要任務ではあったが、一方でフィリピンでの活動においては戦艦「テキサス」（USS Texas, BB-35）と「コロラド」（USS Colorado, BB-45）に対する修理・整備にも活躍している。
「プロメテウス」はサマール島ギワンでリバティ船「ガス・ダーネル」（SS Gus Darnell）を非分類雑役船「ジャスティン」（USS Justin, IX-228）として就役させる作業に従事していた際に終戦の日を迎えた。「プロメテウス」は同年末にサンフランシスコへ戻るまで、占領任務のため沖縄と香港で慌ただしく働くことになった。サンフランシスコでは艦艇の退役作業に従事し、「プロメテウス」自身も1946年7月1日に退役した。

### 退役
「プロメテウス」は1946年7月16日にWSAへ移管されると同時に海事委員会予備艦隊へ移され、ワシントン州ピュージェット湾で保管された。「プロメテウス」は同年7月31日に海軍艦艇名簿から除籍された。「プロメテウス」は1949年8月26日までに装備品の取り外しが行われた後、1950年8月29日にズィデル・シップレッキング・カンパニーにスクラップとして売却され、その後解体された。

## 栄典
「プロメテウス」は第二次世界大戦の功績で1個の従軍星章を受章したほか、以下の勲章を与えられた。
- メキシコ軍務勲章（英語版）
- ハイチ戦役勲章（英語版）・・・年板（1919年-1920年）付き
- 第一次世界大戦戦勝記念章 ・・・移動基地略章付き
- 中国軍務勲章（英語版）
- アジア・太平洋戦役勲章（英語版）・・・星章1個付き
- 第二次世界大戦戦勝記念章
- 海軍占領軍務勲章（英語版）・・・「アジア」略章付き
- フィリピン解放勲章（英語版）